# Pygopleurus zagrosensis
Pygopleurus zagrosensis är en skalbaggsart som beskrevs av Nikodym och Kral 1998. Pygopleurus zagrosensis ingår i släktet Pygopleurus och familjen Glaphyridae. Inga underarter finns listade i Catalogue of Life.